# Taça de Portugal de 2002–03
A Taça de Portugal 2002-03 foi 63ª edição da Taça de Portugal, competição sob alçada da Federação Portuguesa de Futebol.

## 1ª eliminatória
Zona Norte
| Dia do jogo | Visitado          | Div  | Res            | Div  | Visitante       |
| ----------- | ----------------- | ---- | -------------- | ---- | --------------- |
| 8-Set       | Neves             | Dist | 2–0            | III  | Mirandela       |
| 8-Set       | Lamego            | III  | 1–3            | III  | Trofense        |
| 8-Set       | Sandinenses       | III  | 3–2            | III  | Lixa            |
| 8-Set       | Marinhas          | III  | 2–3 (a.p.)     | III  | Moncorvo        |
| 8-Set       | Sampredrense      | Dist | 1–2            | III  | Ribeirão        |
| 8-Set       | Rebordosa         | III  | 0–1            | III  | Maria da Fonte  |
| 8-Set       | Valpaços          | III  | 4–0            | III  | Águias da Graça |
| 8-Set       | São Pedro da Cova | III  | 10–0           | Dist | Mirandês        |
| 8-Set       | Amares            | III  | 4–0            | III  | AD Oliveirense  |
| 8-Set       | Monção            | III  | 4–1            | Dist | Santa Maria     |
| 8-Set       | Valenciano        | III  | 5–1            | Dist | Sabroso         |
| 8-Set       | Cinfães           | III  | 1–1 (4–5 g.p.) | III  | Pevidém         |
| 8-Set       | Pedrouços         | III  | 1–1 (5–6 g.p.) | III  | Joane           |
| 8-Set       | Fiães             | III  | 3–0            | III  | Cambres         |
| 8-Set       | Ronfe             | III  | 5–1            | III  | Vilaverdense    |
| 8-Set       | Tirsense          | III  | 5–0            | III  | Terras de Bouro |
| 8-Set       | Montalegre        | III  | 2–0            | III  | Atl. Valdevez   |
| 9-Set       | Bragança          | III  | 1–2            | III  | Rio Tinto       |
| 9-Set       | Lourosa           | III  | 5–1            | Dist | Sousense        |
| 9-Set       | V.Pouca Aguiar    | III  | 1–1 (8–7 g.p.) | III  | Famalicão       |
| 9-Set       | Serzedelo         | III  | 2–1            | III  | Cerveira        |

Zona Centro
| Dia do jogo | Visitado      | Div  | Res            | Div  | Visitante          |
| ----------- | ------------- | ---- | -------------- | ---- | ------------------ |
| 8-Set       | Gafanha       | III  | 2–0            | III  | Nazarenos          |
| 8-Set       | Mirense       | III  | 2–1            | III  | Fornos de Algodres |
| 8-Set       | Sabugal       | Dist | 0–1 (a.p.)     | III  | Miléu              |
| 8-Set       | Valecambrense | III  | 1–0            | III  | Milhoeirense       |
| 8-Set       | U. Almeirim   | III  | 2–0            | III  | Estação            |
| 8-Set       | Mangualde     | III  | 2–0            | III  | Tocha              |
| 8-Set       | Mirandense    | III  | 6–0            | Dist | Alcanenense        |
| 8-Set       | Beneditense   | III  | 5–3' (a.p.)    | III  | Sernache           |
| 8-Set       | Cesarense     | III  | 2–0            | III  | Riachense          |
| 8-Set       | Bidoeirense   | III  | 0–2            | Dist | Lousanense         |
| 8-Set       | Sourense      | III  | 1–2            | III  | Penalva do Castelo |
| 8-Set       | Fazendense    | III  | 6–0            | III  | Avanca             |
| 8-Set       | Anadia        | III  | 1–2            | III  | Alcains            |
| 8-Set       | Portomosense  | III  | 3–2            | III  | Caranguejeira      |
| 8-Set       | Sp. Estrada   | Dist | 0–3            | III  | Estarreja          |
| 9-Set       | Gouveia       | III  | 2–3            | III  | Arrifanense        |
| 9-Set       | Lourinhanense | III  | 1–1 (4–2 g.p.) | III  | Torres Novas       |
| 9-Set       | Oiã           | Dist | 1–2            | III  | Sátão              |
| 9-Set       | Peniche       | III  | 2–0            | III  | Rio Maior          |
| 9-Set       | União Coimbra | III  | 1–2 (a.p.)     | III  | Pampilhosa         |
|             | Idanhense     | Dist | Des            | III  | Portalegrense      |

## 2ª eliminatória
| Dia do jogo | Visitado            | Div  | Res            | Div  | Visitante            |
| ----------- | ------------------- | ---- | -------------- | ---- | -------------------- |
| 6-Out       | Pontassolense       | II B | 4–2            | II B | Amora                |
| 6-Out       | Vilafranquense      | II B | 1–1 (4–3 g.p.) | III  | Valecambrense        |
| 6-Out       | Rio Tinto           | III  | 1–2            | III  | Joane                |
| 6-Out       | Vila Real           | II B | 1–1 (5–6 g.p)  | II B | Vizela               |
| 8-Out       | Paredes             | II B | 3–0            | II B | Leixões              |
| 6-Out       | Tirsense            | III  | 0–3            | II B | Pedras Rubras        |
| 6-Out       | Gondomar            | II B | 4–2            | III  | Serzedelo            |
| 6-Out       | Amares              | III  | 2–1            | II B | Infesta              |
| 6-Out       | Vila Pouca Aguiar   | III  | 2–1 (a.p.)     | II B | Caçadores das Taipas |
| 6-Out       | Freamunde           | II B | 2–1            | III  | Torre Moncorvo       |
| 6-Out       | Trofense            | III  | 2–0            | III  | Montalegre           |
| 6-Out       | Ribeirão            | III  | 3–0            | II B | Canelas Gaia         |
| 6-Out       | Neves               | Dist | 1–1 (4–3 g.p.) | III  | Sandinenses          |
| 6-Out       | Ronfe               | III  | 2–3            | III  | Valpaços             |
| 6-Out       | Fafe                | II B | 2–1            | II B | Vilanovense FC       |
| 6-Out       | Vianense            | II B | 1–0            | II B | Dragões Sandinenses  |
| 6-Out       | Esposende           | II B | 2–1            | III  | S. Pedro Cova        |
| 6-Out       | Valenciano          | III  | 0–3            | III  | Monção               |
| 6-Out       | Sp. Espinho         | II B | 3–1            | III  | Maria da Fonte       |
| 6-Out       | Lousada             | II B | 1–1 (5–4 g.p.) | II B | Ermesinde            |
| 6-Out       | Marinhense          | II B | 0–1            | II B | Sp Pombal            |
| 6-Out       | Portomosense        | III  | 8–0            | Dist | Lousanense           |
| 6-Out       | Pampilhosa          | III  | 3–2            | II B | UD Oliveirense       |
| 6-Out       | Ol. Bairro          | II B | 1–0            | III  | Gafanha              |
| 6-Out       | Feirense            | II B | 2–0            | III  | Mangualde            |
| 6-Out       | Cesarense           | III  | 2–1            | II B | Estrela Portalegre   |
| 6-Out       | Esmoriz             | II B | 4–4 (3–4 g.p.) | II B | Hospital             |
| 6-Out       | Arrifanense         | III  | 1–0            | II B | Caldas               |
| 6-Out       | U. Almeirim         | III  | 1–3 (a.p.)     | III  | Beneditense          |
| 6-Out       | Fátima              | II B | 2–0            | III  | Pevidem              |
| 6-Out       | Peniche             | III  | 1–0 (a.p.)     | III  | Sátão                |
| 6-Out       | Alcains             | III  | 1–0            | II B | Ac. Viseu            |
| 6-Out       | S. João Ver         | II B | 3–1            | Dist | Idanhense            |
| 6-Out       | Estarreja           | III  | 4–1            | III  | Mirandense           |
| 6-Out       | Mirense             | III  | 0–2            | II B | Torreense            |
| 6-Out       | Sertanense          | II B | 2–3 (a.p.)     | III  | Lourinhanense        |
| 6-Out       | Benf. C. Branco     | II B | 2–0            | III  | Penalva Castelo      |
| 6-Out       | Mileu               | III  | 0–1            | III  | Lourosa              |
| 6-Out       | Fiães               | III  | 2–0            | II B | Águeda               |
| 6-Out       | Sanjoanense         | II B | 2–0            | III  | Fazendense           |
| 6-Out       | E. Vendas Novas     | III  | 1–0            | III  | Atlético CP          |
| 6-Out       | U. Micaelense       | II B | 4–2            | II B | Casa Pia             |
| 6-Out       | Seixal              | II B | 2–2 (4–3 g.p.) | III  | At. Malveira         |
| 6-Out       | Loures              | III  | 2–2 (6–5 g.p.) | III  | Esp. Lagos           |
| 6-Out       | Velense             | III  | 0–3            | II B | Estoril              |
| 6-Out       | Praiense            | III  | 3–1            | Dist | Alter                |
| 6-Out       | Messinenses         | III  | 2–0            | III  | Desp. Beja           |
| 6-Out       | Sintrense           | III  | 4–1' (a.p)     | III  | Madalena             |
| 6-Out       | Machico             | III  | 1–2            | II B | Louletano            |
| 6-Out       | Alcochetense        | III  | 3–1            | III  | Boavista Ribeirinha  |
| 6-Out       | Camacha             | II B | 2–3            | II B | Odivelas             |
| 6-Out       | Mafra               | II B | 5–0            | Dist | Pico da Pedra        |
| 6-Out       | Angrense            | III  | 1–0            | II B | Operário             |
| 6-Out       | Lusitânia Açores    | II B | 1–0            | II B | Olhanense            |
| 6-Out       | Pinhalnovense       | III  | 3–0            | III  | Juv Évora            |
| 6-Out       | 1º Dezembro         | Dist | 2–1            | III  | Santiago             |
| 6-Out       | U. Santiago Cacém   | III  | 0–3            | II B | Lusitano VRSA        |
| 6-Out       | Valenças            | Dist | 0–4            | III  | Montijo              |
| 6-Out       | Imortal             | II B | 0–2            | II B | Ol. Moscavide        |
| 6-Out       | Real Massamá        | III  | 1–2            | II B | Oriental             |
| 6-Out       | Beira-Mar Mt. Gordo | Dist | 3–4 (a.p.)     | III  | Ribeira Brava        |
| 24-Nov      | Águias Camarate     | III  | 0–3            | II B | Barreirense          |

## 3ª eliminatória
| Dia do jogo | Visitado        | Div  | Res            | Div  | Visitante         |
| ----------- | --------------- | ---- | -------------- | ---- | ----------------- |
| 30-out      | Sp. Espinho     | II B | 3–1            | II B | S. João Ver       |
| 30-out      | Seixal          | II B | 1–4            | II B | Sp. Pombal        |
| 30-out      | Fiães           | III  | 1–2            | LH   | Farense           |
| 30-out      | Trofense        | III  | 2–1            | III  | Est. Vendas Novas |
| 30-out      | Fafe            | II B | 0–1            | II B | Pedras Rubras     |
| 30-out      | Beneditense     | III  | 1–0 (a.p.)     | II B | Feirense          |
| 30-out      | Torreense       | II B | 2–3 (a.p)      | LH   | Rio Ave           |
| 30-out      | Loures          | III  | 0–0 (6–5 g.p.) | II B | Vizela            |
| 30-out      | Oriental        | II B | 3–0            | II B | Pontassolense     |
| 30-out      | Portomosense    | III  | 1–2 (a.p.)     | LH   | União da Madeira  |
| 30-out      | Estarreja       | III  | 2–1            | LH   | Portimonense      |
| 30-out      | Marco           | LH   | 2–0            | LH   | Salgueiros        |
| 30-out      | Naval 1º Maio   | LH   | 5–0            | III  | V. Pouca Aguiar   |
| 30-out      | Peniche         | III  | 0–5            | LH   | Penafiel          |
| 30-out      | Est. Amadora    | LH   | 1–0            | III  | Montijo           |
| 30-out      | Micaelense      | II B | 3–0            | II B | Esposende         |
| 30-out      | Odivelas        | II B | 2–0            | III  | Cesarense         |
| 30-out      | Sintrense       | III  | 3–0            | III  | Alcains           |
| 30-out      | Desp. Chaves    | LH   | 4–1            | III  | Messinenses       |
| 30-out      | Ol. Bairro      | II B | 1–1 (2–4 g.p.) | II B | Lusitânia Açores  |
| 30-out      | Arrifanense     | III  | 1–2 (a.p.)     | LH   | Maia              |
| 30-out      | Freamunde       | II B | 2–0            | II B | B. Castelo Branco |
| 30-out      | Ribeirão        | III  | 7–1            | Dist | 1.º Dezembro      |
| 30-out      | Gondomar        | II B | 3–0            | Dist | Neves             |
| 30-out      | Pampilhosa      | III  | 0–2            | II B | Barreirense       |
| 30-out      | Sp. Covilhã     | LH   | 0–0 (3–1 g.p.) | LH   | Desp. Aves        |
| 30-out      | Vilafranquense  | II B | 3–1            | III  | Amares            |
| 30-out      | Fátima          | II B | 2–1            | III  | Monção            |
| 30-out      | Louletano       | II B | 2–0            | II B | Vianense          |
| 30-out      | Lourinhanense   | III  | 5–3 (a.p.)     | III  | Pinhalnovense     |
| 30-out      | Sanjoanense     | II B | 0–1            | III  | Praiense          |
| 30-out      | Joane           | III  | 2–1            | III  | Lourosa           |
| 30-out      | Estoril         | II B | 4–0            | III  | Angrense          |
| 30-out      | U. Lamas        | LH   | 2–3 (a.p.)     | II B | Oli. Hospital     |
| 30-out      | Alcochetense    | III  | 1–2            | II B | Paredes           |
| 30-out      | Ronfe /Valpaços | III  | n/p            | LH   | Leça              |
| 30-out      | Lousada         | II B | 1–3            | II B | Ol. Moscavide     |
| 30-out      | Alverca         | LH   | 2–0 (a.p.)     | II B | Mafra             |
| 30-out      | Ribeira Brava   | III  | 3–5 (a.p.)     | LH   | Ovarense          |
| 30-out      | Lusitano VRSA   | II B | n/p            | LH   | Felgueiras        |

## 4ª eliminatória
| Dia do jogo | Visitado            | Div | Res            | Div | Visitante       |
| ----------- | ------------------- | --- | -------------- | --- | --------------- |
| 23 nov      | Santa Clara         | PL  | 4–0            | PL  | Boavista        |
| 23 nov      | Nacional            | PL  | 1–1 (5–4 g.p.) | PL  | Marítimo        |
| 23 nov      | Pedras Rubras       | IIB | 0–3            | PL  | Gil Vicente     |
| 23 nov      | Lusitânia           | IIB | 0–1            | PL  | V.Setúbal       |
| 24 nov      | Benfica             | PL  | 0–1            | IIB | Gondomar        |
| 24 nov      | F.C.Porto           | PL  | 2–0            | III | Trofense        |
| 24 nov      | Sporting            | PL  | 4–1            | III | Estarreja       |
| 24 nov      | V.Guimarães         | PL  | 4–0            | LH  | Alverca         |
| 24 nov      | Maia                | LH  | 1–1 (3–4 g.p.) | PL  | SC Braga        |
| 24 nov      | Varzim              | PL  | 4–1            | LH  | Farense         |
| 24 nov      | Olivais e Moscavide | IIB | 2–3            | PL  | Académica       |
| 24 nov      | U.Leiria            | PL  | 3–1            | IIB | Oriental        |
| 24 nov      | Lourinhanense       | III | 0–2            | PL  | Belenenses      |
| 24 nov      | Moreirense          | PL  | 2–1            | III | Beneditense     |
| 24 nov      | Desp.Chaves         | LH  | 2–1            | PL  | Beira Mar       |
| 24 nov      | P.Ferreira          | PL  | 1–0            | III | Ribeirão        |
| 24 nov      | Marco               | LH  | 2–1            | LH  | União           |
| 24 nov      | Ovarense            | LH  | 0–2            | LH  | Naval 1º Maio   |
| 24 nov      | Penafiel            | LH  | 1–2            | IIB | Louletano       |
| 24 nov      | Rio Ave             | LH  | 2–0            | IIB | Fátima          |
| 24 nov      | Praiense            | III | 0–2            | LH  | Covilhã         |
| 24 nov      | Sp.Espinho          | IIB | 3–0            | IIB | Vilafranquense  |
| 24 nov      | Freamunde           | IIB | 3–1 (a.p.)     | IIB | Estoril         |
| 24 nov      | Sp.Pombal           | IIB | 3–3 (4–5 g.p.) | IIB | U. Micaelense   |
| 24 nov      | Ol.Hospital         | IIB | 2–1            | III | Sintrense       |
| 24 nov      | Paredes             | IIB | 3–2            | III | Loures          |
| 11 dez      | Barreirense         | IIB | 1–2 (a.p.)     | LH  | Estrela Amadora |
| 29 jan      | Odivelas            | IIB | 1–2 (a.p.)     | LH  | Felgueiras      |
| 29 jan      | Joane               | III | 1–0            | LH  | Leça            |

a.p. - após prolongamento; g.p. - grandes penalidades; negrito - vencedor da eliminatória
| (*) - campeonato em que a equipa joga |
| III - III Divisão                     |
| II - II Divisão B                     |
| LH - Liga de Honra                    |
| PL - Primeira Liga                    |

## 5ª eliminatória
| Dia do jogo | Visitado             | Div | Res            | Div    | Visitante            |
| ----------- | -------------------- | --- | -------------- | ------ | -------------------- |
| 17 de dez   | Belenenses           | PL  | 3–4            | PL     | Varzim               |
| 18 de dez   | Académica de Coimbra | PL  | 4–1            | IIB    | União Micaelense     |
| 18 de dez   | Chaves               | LH  | 2–0            | PL     | Nacional da Madeira  |
| 18 de dez   | Marco                | LH  | 0–0 (1-4 g.p.) | LH     | Sporting da Covilhã  |
| 18 de dez   | Naval                | LH  | 0–0 (8-7 g.p.) | PL     | Braga                |
| 18 de dez   | Paredes              | IIB | 0–3            | PL     | Vitória de Guimarães |
| 18 de dez   | Rio Ave              | LH  | 0–2            | IIB    | Freamunde            |
| 18 de dez   | Santa Clara          | PL  | 0–0 (2-4 g.p.) | IIB    | Espinho              |
| 18 de dez   | Sporting             | PL  | 8–1            | IIB    | Oliveira do Hospital |
| 18 de dez   | União de Leiria      | PL  | 4–1            | IIB    | Louletano            |
| 15 jan 2003 | Paços de Ferreira    | PL  | 1–0            | IIB    | Gondomar             |
| 15 jan 2003 | Porto                | PL  | 2–1            | PL     | Gil Vicente          |
| 12 fev 2003 | Felgueiras           | LH  | 1–0            | PL     | Moreirense           |
| 26 fev 2003 | Vitória de Setúbal   | PL  | 6–1            | III    | Joane                |
|             | Estrela da Amadora   | LH  | Isento         | Isento | Isento               |

a.p. - após prolongamento; g.p. - grandes penalidades; negrito - vencedor da eliminatória
| (*) - campeonato em que a equipa joga |
| III - III Divisão                     |
| II - II Divisão B                     |
| LH - Liga de Honra                    |
| PL - Primeira Liga                    |

## Oitavos de Final
| Visitado (C)              | Resultado | Visitante (C)    |
| Vitória de Guimarães (PL) | 1 - 2     | Porto (PL)       |
| Vitória de Setúbal (PL)   | 3 - 0     | Sp. Covilhã (LH) |
| Varzim (LH)               | 2 - 0     | Felgueiras (LH)  |
| União de Leiria (PL)      | 5 - 2     | Freamunde (LH)   |
| Sp. Espinho (II)          | 1 - 1     | Naval (LH)       |
| Estrela da Amadora (LH)   | 0 - 1     | Sporting (PL)    |
| Académica de Coimbra (PL) | 3 - 1     | Chaves (LH)      |
| Paços de Ferreira (PL)    | Isento    | Isento           |

a.p. - após prolongamento; g.p. - grandes penalidades; negrito - vencedor da eliminatória
| (*) - campeonato em que a equipa joga |
| III - III Divisão                     |
| II - II Divisão                       |
| LH - Liga de Honra                    |
| PL - Primeira Liga                    |

## Quartos de Final
| Visitado (C)           | Resultado | Visitante (C)             |
| União de Leiria (PL)   | 3 - 1     | Académica de Coimbra (PL) |
| Sporting (PL)          | 0 - 1     | Naval (LH)                |
| Porto (PL)             | 7 - 0     | Varzim (LH)               |
| Paços de Ferreira (PL) | 2 - 1     | Vitória de Setúbal (PL)   |

| - C - campeonato em que a equipa joga |  | - LH - Liga de Honra - PL - Primeira Liga |

## Meias-Finais
| Visitado (C)         | Resultado | Visitante (C)          |
| União de Leiria (PL) | 1 - 0     | Paços de Ferreira (PL) |
| Porto (PL)           | 2 - 0     | Naval (LH)             |

| - C - campeonato em que a equipa joga |  | - LH - Liga de Honra - PL - Primeira Liga |

## Final
| 15 de Junho, de 2003 16:00 | Porto      | 1 – 0 | União de Leiria | Estádio Nacional do Jamor, Lisboa Público: Árbitro: Pedro Henriques |
|                            | Derlei 63' |       |                 |                                                                     |

| | |  | | |
| | Cartões & substituições                                                                                  |  | | |
| Derlei 44' Postiga Capucho 68' Ricardo Costa 79' Derlei Jankauskas 86' Mário Silva Tiago 88' Maniche 90' | Derlei 44' Postiga Capucho 68' Ricardo Costa 79' Derlei Jankauskas 86' Mário Silva Tiago 88' Maniche 90' |  | Renato 44' João Manuel 59' Leão Douala 65' Fernando Aguiar Márcio Santos 72' Edson Alhandra 75' Gabriel 76' | Renato 44' João Manuel 59' Leão Douala 65' Fernando Aguiar Márcio Santos 72' Edson Alhandra 75' Gabriel 76' |

## Campeão
| Taça de Portugal 2002-03 |
| ------------------------ |
| Porto 12º Título         |